# Viscount Lambert

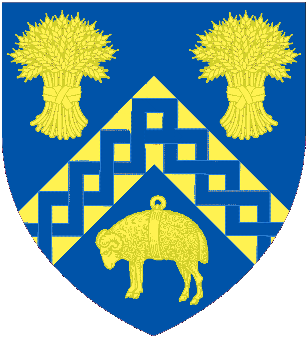
Wappen der Viscounts Lambert

Viscount Lambert, of South Molton in the County of Devon, war ein erblicher britischer Adelstitel in der Peerage of the United Kingdom.

## Verleihung
Der Titel wurde am 23. Juli 1945 für den liberalen Politiker George Lambert geschaffen. Dieser war fast 49 Jahre Abgeordneter im House of Commons gewesen.
Der Titel erlosch beim Tod seines jüngeren Sohnes, des 3. Viscount, am 22. Oktober 1999.

## Liste der Viscounts Lambert (1945)
- George Lambert, 1. Viscount Lambert (1866–1958)
- George Lambert, 2. Viscount Lambert (1909–1989)
- Michael Lambert, 3. Viscount Lambert (1912–1999)